# ラースロー3世 (ハンガリー王)
ラースロー3世（III. László, 1199年 - 1205年5月7日）は、ハンガリー王国アールパード王朝の国王（在位：1204年 - 1205年）。イムレの長男。母はアラゴン王女コンスタンサ（コンスタンツィア）。ローマ王ハインリヒ7世は異父弟にあたる。
1204年、父の死により後を継いで即位したが、翌年に叔父のアンドラーシュ2世に廃位されて、間もなく死去した。